# Noi non ci saremo Vol. 1
Noi non ci saremo Vol. 1 è il primo volume di una doppia raccolta del gruppo musicale italiano Consorzio Suonatori Indipendenti, pubblicata nel 2001.

## Descrizione
La raccolta è stata pubblicata in due diverse date, dopo lo scioglimento del gruppo, e contiene di brani editi e inediti. La selezione comprende molti brani registrati dal vivo, in occasione del concerto in onore e a memoria di Beppe Fenoglio, del "concerto di fine millennio" a Firenze con Goran Bregović, dei concerti tenuti a Mostar Ovest nel 1998 e di altre performance.
Noi non ci saremo deve il titolo all'omonima canzone di Francesco Guccini e resa famosa dai Nomadi. La canzone viene reinterpretata dai C.S.I. e viene prodotto anche un videoclip.

## Tracce
1. A tratti (live)
2. Intimisto
3. Noi non ci saremo (testo: Francesco Guccini)
4. Tutti giù per terra
5. E ti vengo a cercare (live) (Franco Battiato)
6. Forma e sostanza (live)
7. Depressione Caspica (live)
8. Il gorgo (live)
9. Ederlezi (live)
10. Fuochi nella notte (di San Giovanni) (feat. Goran Bregović) (live)
11. Sogni e sintomi (live)
12. Unità di produzione (live)
13. Il resto
14. Del mondo (versione reinterpretata da Robert Wyatt)
15. Velluto rosso

## Classifiche
| Classifica (2001) | Posizione massima |
| ----------------- | ----------------- |
| Italia            | 19                |